# Риддик (фильм)
«Риддик» (англ. Riddick) — американский научно-фантастический боевик Дэвида Туи, третий в серии фильмов о космическом преступнике Риддике. Является продолжением фильмов «Чёрная Дыра» и «Хроники Риддика». Мировая премьера фильма состоялась 5 сентября 2013 года, премьера в России — 12 сентября.

## Сюжет
Действие фильма происходит пять лет спустя после событий, происшедших в Хрониках Риддика. Чувствуя, что он дальше не может оставаться во главе некромонгеров, Риддик заключает сделку с Ваако, что покинет трон и отправится на свою родную планету Фурию. По поручению Ваако команда некромонгеров во главе с Кроном доставляет Риддика на планету, но это оказывается не Фурия. Некромонгеры пытаются убить Риддика, но тот чудом спасается и остаётся умирать на пустынной планете с крайне недружелюбной местной фауной. Придя в себя, потерпевший бедствие начинает искать пути выживания. Он обнаруживает источник воды, начинает охотиться, приручает щенка местного хищника, напоминающего большую гиену. Риддик находит проход в скальной гряде к более гостеприимной местности, но этот проход преграждает водоём, в котором обитают ядовитые земноводные существа, похожие на гигантских скорпионов. Риддик добывает их яд и начинает длительный процесс вырабатывания иммунитета, вкалывая себе этот яд малыми дозами. Набравшись сил и приобретя иммунитет к яду, Риддик сражается с обитателями водоёма и преодолевает проход, прихватив с собой и щенка.
После долгих странствий, в течение которых щенок вырастает в крупного зверя, путешественник находит станцию наёмников. Риддик видит, что на обширную территорию надвигается дождь, делая поверхность благоприятной средой для «земноводных существ», кишащих на этой планете. На станции он запускает аварийный маяк. Сканирование определяет личность Риддика и сообщает это охотникам за головами. На двери станции Риддик оставляет послание тем, кто прилетит за ним: «Оставьте мне один корабль и убирайтесь — или умрите». Поскольку Риддик считается беглым заключённым и одним из самых разыскиваемых преступников, на его поимку к планете отправляются сразу две команды охотников за головами. После короткой перебранки предводители двух партий, вспыльчивый Сантана и мыслящий трезво Джонс, договариваются о том, что будут ловить Риддика «на живца». С обоих кораблей снимают силовые блоки, без которых им не взлететь, и прячут их на станции в сейф с замком-детонатором, ожидая, что за ними придёт Риддик.
В первую же ночь команда Сантаны теряет троих, одного из которых утаскивает «пёс» Риддика, в результате чего Риддик получает рацию погибшего. Затем Риддику удаётся пробраться внутрь станции и выкрасть силовые блоки, после чего он вызывает охотников на встречу без оружия. Джонс на самом деле охотится не за вознаграждением, а хочет узнать у Риддика о событиях десятилетней давности и о гибели своего сына. Риддик предлагает вернуть один из силовых блоков в обмен на корабль, а второй собирается оставить себе и улететь. Он заявляет, что после прихода дождя они все погибнут. В ходе завязавшейся схватки пёс Риддика, защищая хозяина, погибает от рук Сантаны, а Далл, снайпер из команды Джонса, поражает Риддика пулями с транквилизатором, и его захватывают.
На допросе Риддик темнит, и раздосадованный Джонс отдаёт его в руки Сантаны. Казнить его не успевают, потому что начинается дождь, и на станцию нападают полчища «скорпионов»-амфибий, оставляя от команды Джонса его самого и женщину‑снайпера.
Джонс, решив довериться Риддику, решает освободить его, однако ему мешает команда Сантаны. Однако же Риддик, теперь с освобождёнными ногами, убивает Сантану его собственным тесаком. Твари рвутся внутрь, и охотники вынуждены согласиться на условия Риддика и освободить его. На реактивных байках-«жеребцах» Диас (человек Сантаны), Джонс и Риддик вырываются с боем из станции и отправляются за силовыми блоками, спрятанными в дальней пещере. Во время полёта Диас незаметно пытается перевернуть «жеребец» Джонса, но Риддик спасает Джонса. Внутри пещеры Риддик раскрывает Джонсу правду о том, что его сын был наркоманом и умер фактически из-за пристрастия к морфию. В тот момент, когда Риддик возвращает силовой блок, Диас неожиданно пытается убить Джонса. Риддик вмешивается и в схватке убивает Диаса, который перед тем, как умереть, стреляет в свой «жеребец», выводя его из строя. Выясняется, что предварительно он испортил и байк Риддика, так что возвращаться придётся пешком.
Оставшись вдвоём, Риддик и Джонс пробиваются к кораблю сквозь полчища «скорпионов». Одно из чудовищ ранит Риддика. Джонс сбегает с обоими блоками. Раненый Риддик из последних сил отбивается от наседающих со всех сторон хищников. В последний момент ему на помощь прилетает Джонс. Риддика вытаскивает Далл.
Как и договаривались, Риддик забирает себе один из кораблей и отбывает в неизвестном направлении, на прощание сказав Джонсу (которого сопровождают Далл и Луна, единственный выживший из группы Сантаны), что тот вёл себя достойнее, чем его сын, и посоветовав и в дальнейшем не давать слабины.
В расширенной (режиссёрской) версии фильма далее следует дополнительный эпизод. Риддик возвращается на флагманский корабль некромонгеров в поисках Ваако. Там он находит безумного жреца Крона и наложницу, чья кожа изуродована ритуальными шрамами. Не добившись ответа и убив Крона, Риддик идёт к наложнице. На вопрос, жив ли Ваако, получает ответ — и да и нет, после чего Риддик подходит к обзорному окну и видит Предел — врата во Вселенную Смерти, в которую должен войти каждый Лорд-Маршал, чтобы стать «Святым Полумёртвым».

## В ролях
| Актёр                                                                | Роль                               |
| -------------------------------------------------------------------- | ---------------------------------- |
| Вин Дизель                                                           | Риддик                             |
| Жорди Молья                                                          | Сантана                            |
| Мэттью Нэйбл                                                         | Босс Джонс                         |
| Кэти Сакхофф                                                         | Далл                               |
| Дэйв Батиста                                                         | Диас                               |
| Букем Вудбайн                                                        | Мосс                               |
| Рауль Трухильо                                                       | Локспар                            |
| Карл Урбан                                                           | Лорд Ваако                         |
| Конрад Пла                                                           | Варгас                             |
| Нолан Джерард Фанк                                                   | Луна                               |
| Ной Дэнби                                                            | Нуньес                             |
| Нил Напье                                                            | Рубио                              |
| Денни Бланко Халл                                                    | Фалко                              |
| Андреас Апергис                                                      | Крон                               |
| Кери Хилсон                                                          | заключённая Сантаны                |
| Джен Герсте Шарли Мари Дюпон Антуанетта Калай Александра Соколовская | наложницы                          |
| Лани Минелла                                                         | Аерон (голос, в титрах не указана) |

## История создания
11 марта 2005 года ресурс ComingSoon.net сообщил, что Вин Дизель планирует создание продолжения фильмов о Риддике. По его словам, в новом фильме сюжет коснётся Фурии — родной планеты Риддика. 8 марта 2006 года ComingSoon.net подтвердил сказанное ранее. По собственным словам, Вин Дизель уже написал сюжет для фильма, завершающего трилогию.
В ноябре 2007 года режиссёр предыдущих фильмов Дэвид Туи упомянул о новом фильме на своём официальном сайте. Он отметил, что, вероятно, фильм не будет сниматься кинокомпанией Universal Studios, а будет независимым по причине небольшого бюджета.
Всем известно, как я люблю роль Риддика и постоянно работаю над ней. Чтобы снять следующий фильм, нам потребуется ещё пять лет, потому что Дэвид Туи и я очень дорожим этим проектом.Оригинальный текст (англ.)Everyone knows I love the Riddick character and I’m always working on it. It just takes five years to make another one because David Twohy and I are so precious about it.Вин Дизель
30 ноября 2009 года Дизель оставил сообщение на своей странице в Facebook, заявив, что подготовка к съёмкам фильма ведётся.
9 февраля 2010 года Дизель подтвердил сообщением на своей странице в Facebook, что одним из мест, используемых для съемок, будет Белая пустыня, находящаяся около Фарафры, Египет. Он отметил особенности местности, уникальный ландшафт, который идеально впишется в концепцию фильма.
13 марта 2011 года Вин Дизель опубликовал на своей официальной странице в Facebook видеоролик, в котором он и режиссёр Дэвид Туи говорят о данном фильме. Согласно видеоролику, производители в будущем фильме хотят сохранить рейтинг MPAA «R», ранее присвоенный первому фильму.
23 сентября 2011 года ресурс Bloody Disgusting опубликовал новую информацию о фильме, упомянув его под названием The Chronicles of Riddick: Dead Man Stalking. Согласно новости, в фильме будет присутствовать лорд Ваако — персонаж из фильма «Хроники Риддика», роль которого, как и в предыдущем фильме, сыграет Карл Урбан. Кроме того, к актёрскому составу присоединились Кэти Сакхофф и Жорди Молья, которые в фильме будут играть наёмников, преследующих Риддика.
Первое изображение Вин Дизеля на съёмках фильма было выпущено 29 января 2012 года. Съёмки начались в январе 2012 года и завершились в конце марта 2012 года.
Фильм вошёл в последнюю стадию производства в апреле 2012 года.
Я отлично провёл время, было здорово вновь работать с Вином и Дэвидом Туи, вернувшись к персонажу Ваако. Я, по сути, должен перейти от „Хроник Риддика“ к новому приключению героя. Я видел часть фильма, и она очень хороша, поэтому я с нетерпением жду того, что получится в результате.Оригинальный текст (англ.)I had a great time getting back together with Vin and David Twohy and getting back to the character of Vaako. I essentially have to transition from Chronicles of Riddick into Riddick’s new adventure. I’ve seen a bit of the film and it’s really, really good so I’m looking forward to that getting out there.Карл Урбан в интервью на Crave Online 8 сентября 2012
В декабре 2012 компания Universal Pictures объявила о том, что премьера фильма запланирована на 6 сентября 2013 года.

## Критика
Фильм получил как положительные, так и отрицательные оценки кинокритиков. По версии агрегатора Rotten Tomatoes, картина имеет оценку в 59 % на основании 152 рецензий, среди которых 90 положительных и 62 отрицательных критики. Агрегатор Metacritic присуждает фильму 49 баллов из 100 на основании 35 рецензентов. А. Гагинский[кто?] отмечал, что фильм отчётливо делится на 3 части: робинзонаду, вестерн, хоррор. Первая довольно интересна, но сюжет практически не движется; вторая копирует многие типичные черты вестернов, в том числе иронию, а Ж. Молья отлично сыграл аналога Туко из фильма «Хороший, плохой, злой»; но последняя внезапно уподобляется первому фильму серии, полностью вторична, а хэппи-энд в стиле deus ex machina совершенно неуместен в циничном боевике. При этом Риддик органично вписывается именно в такой космический вестерн, а не эпическую космооперу второго фильма.

## Съёмочная группа
- Режиссёр — Дэвид Туи
- Авторы сценария — Дэвид Туи, Джим Уит (персонажи), Кен Уит (персонажи)
- Продюсеры — Вин Дизель, Тед Филд, Саманта Винсент
- Оператор — Дэвид Эггби
- Композитор — Грэм Ревелл